# Seif Eissa
Seif Eissa (15 de junho de 1998) é um taekwondista egípcio, medalhista olímpico.

## Carreira
Eissa conquistou a medalha de bronze nos Jogos Olímpicos de Verão de 2020 em Tóquio, após confronto contra o norueguês Richard Ordemann na categoria até 80 kg. No Campeonato Africano de Taekwondo de 2021, disputado em Dakar, no Senegal, ele conquistou a medalha de ouro no evento masculino.